# رقص یوز بیر

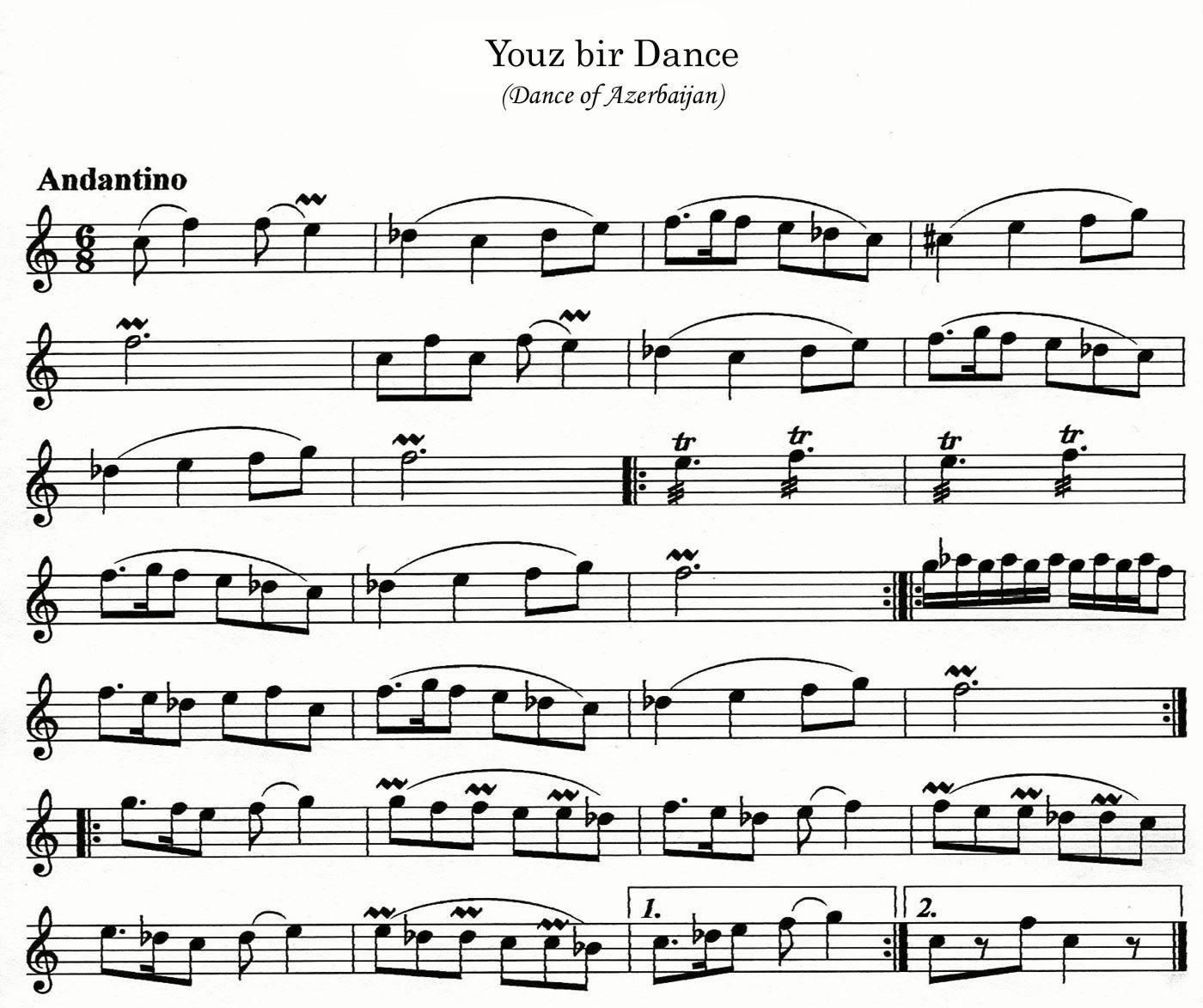
نوت رقص آذری یوز بیر

رقص یوز بیر (به ترکی آذربایجانی: Yüz bir) (به انگلیسی: Youz bir) از جمله رقص‌های فولکلوریک قدیمی اهالی آذربایجان است.
این رقص بسیار متداول بوده و همراه تصنیف مشایعت می‌شود. سرعت رقص کمی سریع است، با یک سری حرکات متنوع، به صورت پرشور اجرا می‌شود. هم توسط آقایان و هم توسط خانم‌ها اجرا می‌شود. با اینکه در عصر خود بسیار مشهور بود اکنون به ندرت اجرا می‌شود.